# It's Okay to Not Be Okay
It's Okay to Not Be Okay este un film serial sud-coreean din anul 2020 produs de postul tvN.

## Distribuție
- Kim Soo-hyun - Moon Gang-tae
- Seo Ye-ji - Ko Moon-young
- Oh Jung-se - Moon Sang-tae
- Park Kyu-young - Nam Ju-ri